# Telemark
Telemark  is een fylke ('provincie') in het zuiden van Noorwegen. De provincie grenst aan Vestfold en Buskerud in het oosten, aan Vestland en Rogaland in het westen en aan Agder in het zuiden. De hoofdstad is Skien. 
Vanaf 1 januari 2020 tot 1 januari 2024 was Telemark samengevoegd met Vestfold tot de nieuwe provincie Vestfold og Telemark. De bestuurlijke herindelingen bleven de gemoederen bezighouden, waardoor na slechts vier jaar het besluit ongedaan werd gemaakt en zowel Telemark als ook Vestfold weer zelfstandige fylkes werden. 
Hoogste punt van Telemark is Gaustatoppen even ten zuiden van Rjukan.
Telemark wordt traditioneel verdeeld in de districten Grenland, Midt-Telemark,  Vest-Telemark en Øst-Telemark. Districten hebben geen bestuurlijke betekenis in Noorwegen.

## Bestuurlijke indeling

### Gemeenten

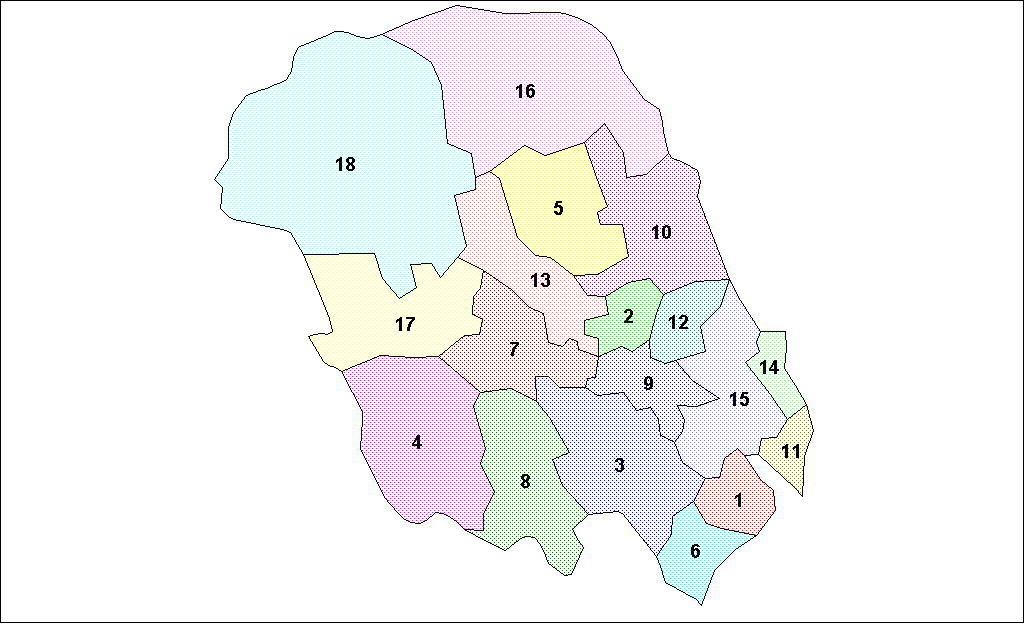
Gemeentelijke indeling

Telemark is sinds 1 januari 2024 verdeeld in zeventien kommuner:
| 1. Bamble 2. + 12. Midt-Telemark 3. Drangedal 4. Fyresdal 5. Hjartdal 6. Kragerø 7. Kviteseid 8. Nissedal 9. Nome | 10. Notodden 11. Porsgrunn 13. Seljord 14. Siljan 15. Skien 16. Tinn 17. Tokke 18. Vinje |

## Natuur
- Hardangervidda
- Berg Gaustatoppen

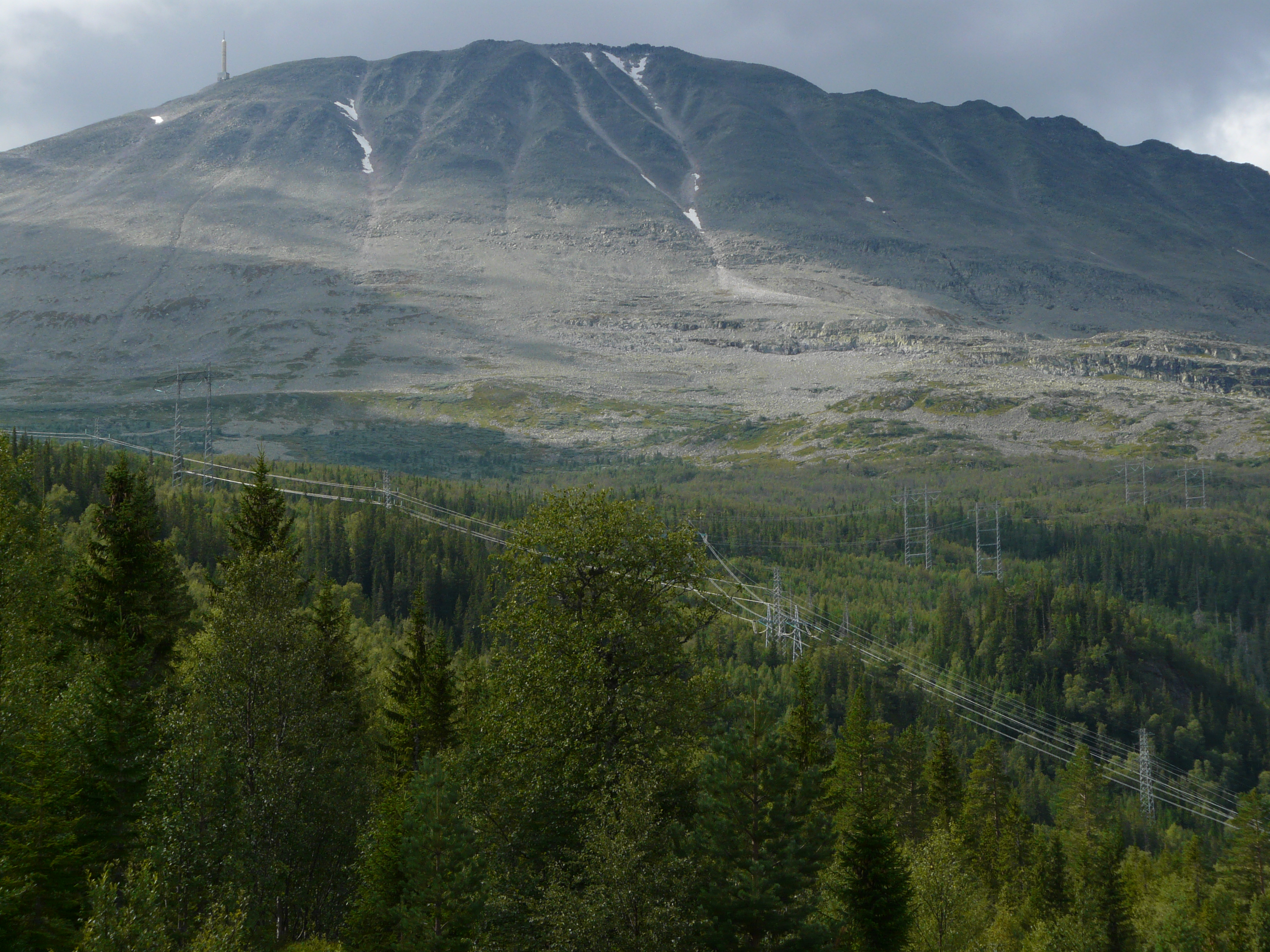
Gaustatoppen

- Meren Møsvatnet, Nisser, Tinnsjå, Totak, Bandak en Norsjø

## Bezienswaardigheden
- Staafkerk van Heddal
- Krossobanen
- Waterval Rjukanfossen
- Telemarkkanaal
- Meer Møsvatnet
- Waterpark Bø Sommarland
- Rallarvegen
- Gygrestol
- West Telemark Museum

## Verkeer en vervoer
De E134, die Oslo met Haugesund verbindt, loopt door Telemark. De weg ontsluit de zuidkant van Hardangervidda. Van Haukeligrend loopt Rijksweg 9 naar Kristiansand in het zuiden. Fylkesveg 41 is de historische Telemarksvegen. Langs de kust loopt de E18 die in Noorwegen van Kristiansand via Oslo naar de Zweedse grens loopt.

## Onderwijs

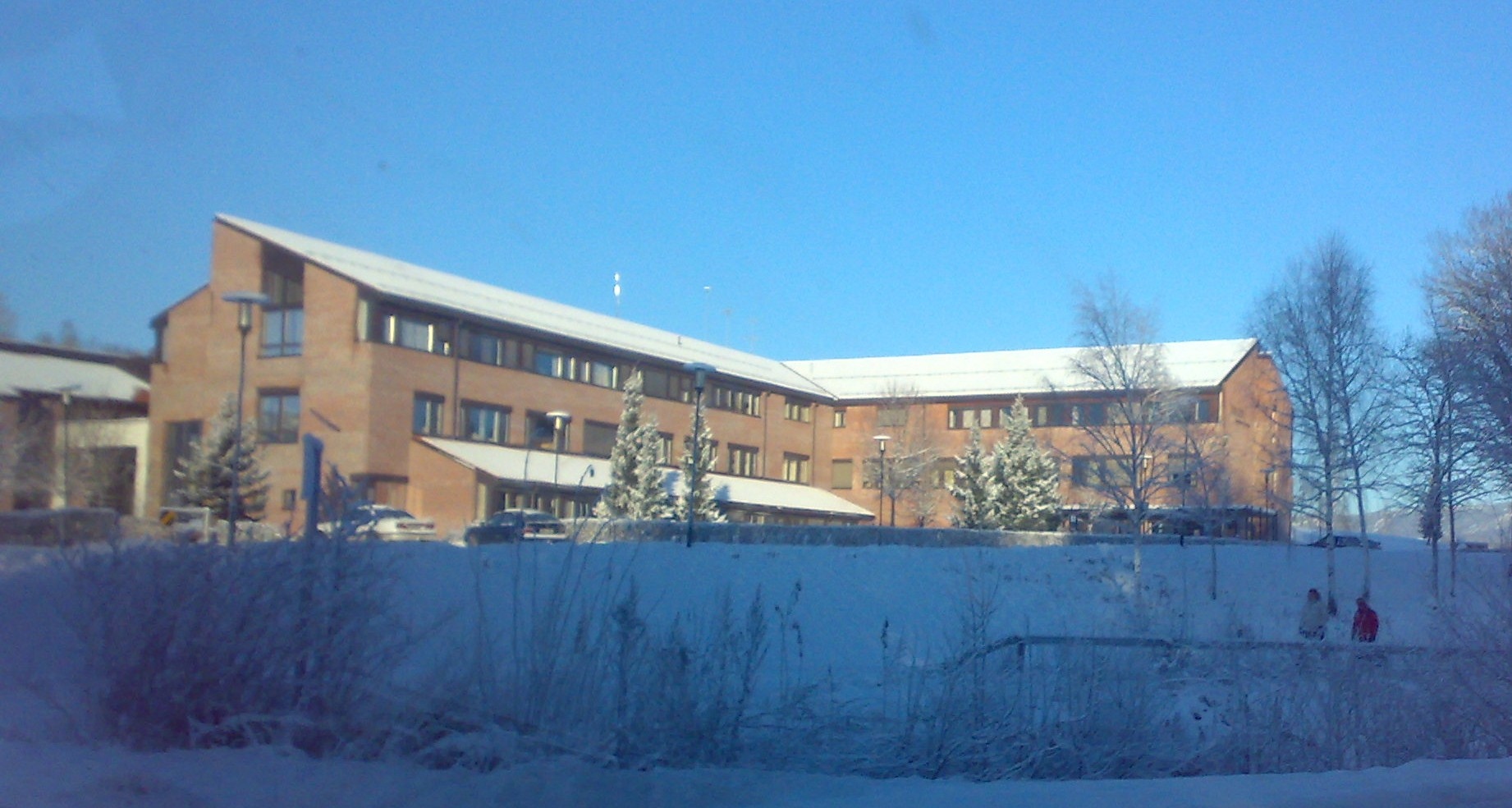
De vestiging van HiT in Bø

De Hogeschool Telemark (afkorting HiT) verzorgt Hoger onderwijs in Telemark. De hogeschool heeft vier faculteiten die gevestigd zijn in Bø, Notodden, Porsgrunn en Rauland. De Hogeschool met ruim 6.000 studenten, streeft ernaar om in 2016 de status van universiteit te krijgen.

## Bekende mensen uit Telemark
- Myllarguten, (1801 - 1872), volkmuzikant uit Sauherad
- Aasmund Olavsson Vinje (1818–1870), schrijver uit Vinje.
- Sondre Norheim (1825–1897), vader van het moderne skiën uit Morgedal in Kviteseid
- August Cappelen (1827 - 1852), kunstschilder uit Skien
- Henrik Ibsen (1828–1906), toneelschrijver uit Skien
- Theodor Kittelsen (1857 - 1914), kunstschilder uit Kragerø
- Vidkun Quisling (1887–1945), politicus en Nazi collaborateur uit Fyresdal
- Aslaug Vaa (1889–1965), schrijver uit Rauland in Vinje
- Tarjei Vesaas (1897–1970), schrijver uit Vinje
- Anne Grimdalen (1899–1961), beeldhouwer uit Skafså in Tokke
- Eivind Groven (1901–1977), componist uit Lårdal in Tokke
- Klaus Egge (1906–1979), componist uit Gransherad in Notodden
- Hans Herbjørnsrud (1938–), schrijver uit Heddal in Notodden
- Tor Åge Bringsværd (1939–), schrijver uit Skien
- Gisle Kverndokk (1967 - ), componist uit Skien

## Tweede Wereldoorlog
- Telemark werd bekend door Operatie Freshman tijdens de Tweede Wereldoorlog, het Britse plan om de zwaarwaterfabriek Vemork te vernietigen.

## Trivia
Bij het schansspringen kent men de zogenaamde Telemark-landing, waarbij de skiër bij de landing ver buigt door één been als ware het een aanzoek naar de jury. Deze landing is naar deze provincie vernoemd. Ook het Telemarken, een vorm van skiën waarbij de benen apart van elkaar worden gebogen, is naar deze provincie vernoemd.